# Béré (Burkina Faso)
Pour les articles homonymes, voir Béré.
Pour le département et la commune rurale, voir Béré (département).
Béré est un village du département et la commune rurale de Béré, dont il est le chef-lieu, situé dans la province du Zoundwéogo et la région du Centre-Sud au Burkina Faso.

## Géographie
Béré est situé à environ 70 km au Sud-Est de Ouagadougou et à environ 20 km au nord de Manga.

## Santé et éducation
Béré accueille un centre de santé et de promotion sociale (CSPS) tandis que le centre médical (CMA) le plus proche se trouve à Manga.